# Mal-e Gol
Mal-e Gol (persiska: مَلِگُل, مل گل, مَلِ اَشك) är en ort i Iran.   Den ligger i provinsen Bushehr, i den centrala delen av landet, 800 km söder om huvudstaden Teheran. Mal-e Gol ligger 38 meter över havet och antalet invånare är 308.
Terrängen runt Mal-e Gol är platt åt sydväst, men åt nordost är den kuperad.Runt Mal-e Gol är det glesbefolkat, med 15 invånare per kvadratkilometer. Närmaste större samhälle är Khvormūj, 9,3 km norr om Mal-e Gol. Trakten runt Mal-e Gol är ofruktbar med lite eller ingen växtlighet.